# تيسوتوماب فيدوتين
تيسوتوماب فيدوتين (Tisotumab vedotin)، الذي يباع تحت الإسم التجاري تيفداك(Tivdak) ، هو دواء يستخدم لعلاج سرطان عنق الرحم .  تحديدا عندما لا تكون العلاجات الأخرى فعالة.  و يعطى عن طريق الحقن التدريجي في الوريد كل 3 أسابيع. 
تشمل الآثار الجانبية الشائعة لهذا العقار على التالي؛ التعب و الغثيان و الاعتلال العصبي المحيطي و تساقط الشعر و نزيف الأنف و مشاكل الكلى ومشاكل العين و الإسهال و الطفح الجلدي.  قد تشمل الآثار الجانبية الأخرى على الالتهاب الرئوي .  أما استخدامه في الحمل قد يلحق الضرر بالجنين .  و هو عبارة عن دواء جسم مضاد مترافق، و هو مزيج من تيسوتوماب، و جسم مضاد وحيد النسيلة ضد عامل الأنسجة، ومونوميثيل أوريستاتين E (MMAE)، و هو كذلك مثبط لانقسام الخلايا.  
تمت الموافقة على استخدامه طبيًا في الولايات المتحدة في عام 2021.  اعتبارًا من عام 2022، لم تتم الموافقة عليه في أوروبا أو المملكة المتحدة.  في الولايات المتحدة تبلغ تكلفة جرعة 120 ملغ حوالي 19300 دولار أمريكي اعتبارًا من عام 2022. 